# Paszkowszczyzna (powiat bielski)
Paszkowszczyzna (dodatkowa nazwa w języku białoruskim Пашкоўшчына) – wieś w Polsce położona w województwie podlaskim, w powiecie bielskim, w gminie Orla.
W latach 1975–1998 miejscowość administracyjnie należała do województwa białostockiego.
Według Powszechnego Spisu Ludności z 1921 roku wieś zamieszkiwało 129 osób, wśród których 113 było wyznania prawosławnego, a 16 mojżeszowego. Jednocześnie 113 mieszkańców zadeklarowało białoruską przynależność narodową, a 16 żydowską. Było tu 48 budynków mieszkalnych.
Prawosławni mieszkańcy wsi należą do parafii św. Michała Archanioła w Orli, a wierni kościoła rzymskokatolickiego do parafii Najświętszej Opatrzności Bożej w Bielsku Podlaskim.

## Zabytki
- Grodzisko z XI-XII wieku - obiekt położony jest na niewielkim wzniesieniu znajdującym się na skraju podmokłych łąk, związanych z przepływającą w pobliżu rzeczką o nazwie Biała. Założenie obronne grodziska widoczne jest na powierzchni ziemi w postaci dwóch linii wałów oraz dwóch fos. Stosunkowo dobrze zachowane są one w porośniętej lasem, zachodniej części obiektu. Wysokość wałów dochodzi do ponad 2 m. Południowo-wschodnia część grodziska została prawie całkowicie zniszczona i zniwelowana przez orkę. Od wschodniej i północnej strony grodziska, w kierunku rzeki, rozciągała się rozległa wieś, z której w trakcie badań powierzchniowych zebrano nieliczny materiał ceramiczny. Wał wewnętrzny grodziska w Paszkowszczyźnie miał około 4 m szerokości u podstawy. Jego konstrukcja opierała się w głównej mierze na nasypie ziemnym, na którego szczycie ustawiony był drewniany płot. Duża ilość przepalonych kamieni znaleziona od wewnętrznej strony wału sugeruje, że  był on licowany od wewnątrz. Materiał zabytkowy znaleziony na terenie stanowiska można datować od końca wieku XI do pierwszej połowy XII wieku.Teren grodziska w Paszkowszczyźnie został ponownie zasiedlony pod koniec XVI w. i w XVII w.[9]